# تابع واگنی

یک نمایش گرافیکی از تابع واگنی

در ریاضیات، تابع واگُنی (به انگلیسی: boxcar function) به هر تابعی گفته می‌شود که در کل محور حقیقی صفر باشد به جز درون یک بازه که برابر با یک ثابت A است. این تابع به دلیل شباهت نمودار آن به یک واگن‌جعبه‌ای، نوعی واگن راه‌آهن، نام‌گذاری شده است. تابع واگنی را می‌توان بر حسب توزیع یکنواخت به صورت زیر بیان کرد{\displaystyle \operatorname {boxcar} (x)=(b-a)A\,f(a,b;x)=A(H(x-a)-H(x-b)),}که در آن f(a,b;x) توزیع یکنواخت x برای بازه [a, b] و {\displaystyle H(x)} تابع پله هویساید است. مانند بسیاری از این توابع ناپیوسته، یک سؤال در مورد مقدار در نقاط گذرا وجود دارد. این مقادیر احتمالاً برای هر کاربرد به‌طور جداگانه بهترین مقدار انتخاب می‌شوند.
وقتی یک تابع واگنی به عنوان پاسخ ضربه یک فیلتر انتخاب می‌شود، نتیجه یک فیلتر میانگین متحرک ساده است که پاسخ فرکانسی آن یک سینک در فرکانس، نوعی فیلتر پایین‌گذر است.